# Philodamia armillata
Philodamia armillata là một loài nhện trong họ Thomisidae.
Loài này thuộc chi Philodamia. Philodamia armillata được Tord Tamerlan Teodor Thorell miêu tả năm 1895.